# Vortice di relitti
Vortice di relitti (titolo originale Deadly Litter) è una antologia di fantascienza di James White del 1965.
Fu pubblicato in Italia da Urania, nel n. 421 del 30 gennaio 1966. L'antologia comprende il racconto lungo che dà il nome alla raccolta e i racconti lunghi  Astronave a grappolo (Grapeliner) e Il comandante ideale (The Ideal Captain).

## Trama
Vortice di relitti tratta del pericolo di scontrarsi nell'orbita bassa della Terra con i relitti di vecchi satelliti sia civili sia militari.
Astronave a grappolo  narra delle vicissitudini durante il viaggio di una astronave della flotta spaziale britannica verso Marte.
Il comandante ideale è una variazione sul tema del primo contatto.

## Edizioni
- Deadly Litter , 1965.
- Vortice di relitti ,  n° 421/1966 Urania (a cura di Carlo Fruttero e Franco Lucentini, traduzione di Ginetta Pignolo, copertina di Karel Thole).